# V476 Cygni
V476 Cygni war eine Nova, die 1920 im Sternbild Schwan erschien und eine Helligkeit von 2,0 mag erreichte. Heute ist V476 Cygni 17,09 mag hell.

## Koordinaten
- Rektaszension: 19h 58m 24,6s
- Deklination: +53° 37’ 07"